# Motivationstalare
En motivationstalare eller inspirationstalare är en person som ägnar sig åt att, genom tal eller andra typer av föredrag, motivera och inspirera sin publik. Det är idag inte ovanligt att företag och andra organisationer bjuder in motivationstalare för att föreläsa för sina anställda. Det pågår emellertid en debatt huruvida en motivationstalare verkligen kan skapa motivation eller om deras verksamhet gör mer skada än nytta.